# Halasy
Halasy – wieś w Polsce położona w województwie lubelskim, w powiecie bialskim, w gminie Międzyrzec Podlaski.
W latach 1975–1998 miejscowość administracyjnie należała do województwa bialskopodlaskiego. 
Wieś jest sołectwem w gminie Międzyrzec Podlaski. Według Narodowego Spisu Powszechnego (III 2011 r.) liczyła 566 mieszkańców i była czwartą co do wielkości miejscowością gminy
Wierni Kościoła rzymskokatolickiego należą do parafii św. Józefa Oblubieńca Najświętszej Marii Panny w Międzyrzecu Podlaskim.

## Części miejscowości
| SIMC    | Nazwa     | Rodzaj  |
| ------- | --------- | ------- |
| 0015711 | Cegielnia | kolonia |